# أولاد شبانة
أولاد شبانة هي قرية في إقليم سطات ضمن جهة الشاوية ورديغة بالغرب المغربي. كان مجموع عدد سكان الجماعة القروية أولاد شبانة 7.925 نسمة.(تعداد السكان الرسمي 2004)